# Thecacoris viridis
Thecacoris viridis là một loài thực vật có hoa trong họ Diệp hạ châu. Loài này được (Müll.Arg.) G.L.Webster miêu tả khoa học đầu tiên năm 1994.